# Passo della Bocchetta
Le passo della Bocchetta est un col situé dans l'Apennin ligure, en Italie, à 772 mètres d’altitude.